# Gendarmerie samienne
La Gendarmerie samienne (grec moderne : Σαμιακή Χωροφυλακή), officiellement connue sous le nom de Gendarmerie princière (grec moderne : Ηγεμονική Χωροφυλακή), est une force de sécurité de la principauté de Sámos chargée du maintien de l'ordre public, de la répression des vols ainsi que plus généralement de l'ensemble des responsabilités d'une force de police. En 1830, à la suite de la signature du protocole de Londres, l'île de Sámos devient une principauté placée sous l'autorité du sultan de l'Empire ottoman.
En 1850, la gendarmerie est créée en vertu d'un firman du sultan, qui prévoit initialement un chef de corps, ainsi que 50 hommes. Le service est d'une durée de deux ans, cependant tous ceux le désirant ont la possibilité de se réengager, à condition d'être âgés entre 21 et 50 ans, de disposer d'un casier judiciaire vierge, d'être de bonne moralité et d'être en bonne santé. Le chef est nommé par le gouvernement de la principauté, tandis que les sous-officiers sont nommés par le chef. Les uniformes se doivent d'être uniformes, tandis que ce n'est qu'à partir de 1883 que ces derniers sont fournis par la principauté.
En 1913, à la suite de l'union de Sámos avec la Grèce, la Gendarmerie samienne est incorporée au sein de la Gendarmerie grecque.

## Chefs
Liste des chefs de la Gendarmerie samienne :
- 1875-1885, Odysséfs Orologás[4]
- 1886-1893, Pétros Varvéris[4]
- 1894, Odysséfs Orologás[4]
- 1895, Konstantínos Andreadákis[4]
- 1896, Odysséfs Orologás[4]
- 1897, Pétros Varvéris[4]
- 1897-1909, Konstantínos Andreadákis[4]
- 1910-1913, Miltiádis Loukás[4]